# Zdenko Škrabalo
Zdenko Škrabalo (* 4. August 1929 in Sombor; † 12. Januar 2014 in Zagreb) war ein jugoslawischer bzw. kroatischer Mediziner, Politiker und Diplomat. 1992/93 war er Außenminister Kroatiens.

## Leben
Er schloss 1953 sein Medizinstudium an der Universität Zagreb ab und spezialisierte sich auf das Fachgebiet Innere Medizin, 1962 promovierte er in Zagreb. 1962/63 konnte er sich als Humboldt-Stipendiat am Universitätskrankenhaus Hamburg-Eppendorf bei Arthur Jores und Henryk Nowakowski im Bereich Endokrinologie und speziell Diabetologie weiterbilden. Ab 1965 war er Assistent an der Medizinischen Fakultät der Universität Zagreb, wo er sich 1967 habilitierte, 1974 außerordentlicher und 1976 ordentlicher Professor wurde. Er war auch als Berater der Weltgesundheitsorganisation für Diabetes mellitus tätig. 1992 wurde er zum Vollmitglied der Kroatischen Akademie der Wissenschaften und Künste gewählt.
1992/93 war er Außenminister Kroatiens. Sein Amtsnachfolger als Außenminister Mate Granić war zuvor Stellvertreter Škrabalos als Direktor des Vuk-Vrhovac-Instituts für Diabetes und Endokrinologie an der Universität Zagreb gewesen. 1993 bis 1995 war Zdenko Škrabalo kroatischer Botschafter in der Schweiz und Liechtenstein sowie 1996 bis 2000 in Ungarn.

## Werke
- Citološka i citokemijska ispitivanja štitnjače = Cytological and cytochemical studies of the thyroid, 1972
- mit Mate Granić u. a.: Racionalna dijagnostika i terapija šećerne bolesti (Rationale Diagnostik und Therapie der Zuckerkrankheit), 1987
- (als Herausgeber): Prilozi za povijest dijabetologije i endokrinologije u Hrvatskoj (Beiträge zur Geschichte der Diabetologie und Endokrinologie in Kroatien), 1999, ISBN 953-167-120-6